# コリア

統一旗

コリア（英: Korea）は、英語で朝鮮の呼称である。朝鮮民主主義人民共和国（北朝鮮）と大韓民国（韓国）とが、国際的な競技大会などで単一の合同チームとして行動する際に使用する名称でもある。本項では語源、および主にこの用法について説明する。

## Koreaの語源
「高麗」から来ている。「高麗」は日本語の音読みで「こうらい」「かうらい」、朝鮮語で고려である。北京語でKāolí（Gāolí）[kauli]で、後半の「麗（lì）」の声調がこの国名に限って例外的に二声になってlíになる。
高麗という名前は高句麗から由来した。高麗は高句麗を継承し、後三国時代を統一した。
高麗時代（918年 - 1392年）の陶磁器が人気を呼び、世界に輸出された。その後、フランスではCorée、英語圏ではKoreaとして知られるようになった。
- 日本で高句麗を指す「高麗」を「こま」と読むのは一種の熟字訓のようである。
- 英和辞典では、Koreaの語源が辞書によって違い、「中国語のKaoli（高麗）」や「高麗（こうらい）が訛ったもの」としてあるものが多く、「中国語 Korai（高麗）より」（大修館書店「ジーニアス英和辞典」1989年初版）のように北京語音Kaoliと日本語音Kōraiを混同したような記述もある。

コリアの地図

- コリアの地図Kaoliが語源とすると、ヨーロッパでlがrになったのは日本語または朝鮮語を経由したからで、その説明がないと不自然である。韓国の東亜独韓辞典ではドイツ語のKoreaの項目でKaoliと고려[1]が語源として記されている。

古くから朝鮮半島およびその周辺の地域を表す名称として「韓国」（三韓時代）と「朝鮮」（李氏朝鮮時代など）という呼び名が存在していた。しかし、1948年以降は、「韓国」は大韓民国を、「朝鮮」は朝鮮民主主義人民共和国を表す言葉としても使用されるようになったため、高麗を語源とした英単語である「Korea」の音訳が新たに中立的立場の名称として使用されるようになった。なお、合同チーム「コリア」として活動する際には、国旗に相当する旗として統一旗を、国歌に相当する歌として「アリラン」を使用する。

## 「コリア」チームが参加した競技大会
参加決定も含む。括弧内は大会開催地。
- 1991年3月 - 第41回世界卓球選手権（日本、千葉県）。
- 1991年5月 - 第8回サッカーワールドユース選手権（ポルトガル、リスボン）。
- 2000年9月-10月 - シドニーオリンピック[注 1]。
- 2002年9月-10月 - 第14回アジア競技大会（大韓民国、釜山）[注 1]。
- 2003年 - 第5回アジア冬季競技大会（日本、青森）[注 1]。
- 2003年 - 第22回ユニバーシアード夏季大会（大韓民国、大邱）[注 1]。
- 2004年8月 - アテネオリンピック[注 1]。
- 2006年2月 - トリノオリンピック[注 1]。
- 2006年12月 - 第15回アジア競技大会（カタール、ドーハ）[注 1]。
- 2007年 - 第6回アジア冬季競技大会（中華人民共和国、長春）[注 1]。
- 2018年2月 - 平昌オリンピック（2018年平昌オリンピックの南北合同チーム選手団）[注 2]。
- 2018年5月 - 第54回世界卓球選手権団体戦（スウェーデン、ハルムスタッド）[注 3]。
- 2018年8月-9月 - 第18回アジア競技大会（インドネシア、ジャカルタ）。

1. 1 2 3 4 5 6 7 8  開会式でコリアチームとして合同入場を行い、宿泊所や練習場も共同で使用したが、単一チームではなかった。
2. ↑  開会式の入場とアイスホッケー女子のみ。
3. ↑  準決勝以降の女子のみ。準々決勝の2国の対戦をキャンセルし、統一チームを結成した。

## 「コリア」名称が用いられる事例
国際的な競技大会でのチーム名称以外にも、南北朝鮮両国を包括した呼称として用いられる事例が幾つかある。
- コリア語
- 在日コリアン
- コリア・タウン